# Luiz de Carvalho
Luiz Agapito de Carvalho, mais conhecido como Luiz de Carvalho (Bauru, 16 de maio de 1925 — São Bernardo do Campo, 17 de novembro de 2015), foi um evangelista, diácono e um dos primeiros cantores da música cristã contemporânea no Brasil. Luiz fundou a gravadora Boas Novas, que mais tarde foi adquirida pela gravadora  Bompastor.
Luiz foi o primeiro cantor cristão e também de estilo sacro na música brasileira a gravar um LP de 33 RPM em 1955. Quem realizou a primeira gravação em 1948 na história da música evangélica no Brasil foi Feliciano Amaral. }}, contudo sua gravação se trata de um disco de 78 RPM. Um dos principais discos e importantes de sua carreira foi lançado em 1958 intitulado "Musical Boas Novas", também introduziu o violão nos cultos em meados dos anos 50.[carece de fontes?]
O álbum "Meu Tributo - A Deus Toda a Glória" foi lançado em 1983, ele foi premiado com disco de ouro na época pela vendagem de 200 mil cópias. Luiz de Carvalho foi Presidente da União de Mocidade da Igreja Batista da cidade de Tupã, interior de São Paulo, na década de 40.

## Biografia
Nascido em Bauru, o músico se sentiu atraído pela música desde a infância. Com o apoio do pai saiu de casa aos dez anos de idade a fim de investir em sua carreira musical e ajudar seus familiares. Morou em pensões de várias cidades paulistas e viajou por vários locais do Brasil. Contratado por uma gravadora já realizava alguns trabalhos musicais.
Aos 17 anos tinha uma banda chamada Conjunto Havaiano, que reuniu instrumentistas e dançarinos e tinha um repertório baseado em vários gêneros musicais. Tal grupo passou a ser bastante notório no Brasil e se apresentou em países do exterior, como Chile, Argentina e México.
Em 1947 o músico converteu-se ao protestantismo através de um evangelismo realizado por um pastor numa rua em Tupã horas anteriores a um show da banda. A mensagem trazida pelo pastor despertou interesse em Luiz que decidiu procurá-lo, que lhe deu um exemplar da Bíblia, livro que Luiz leu logo em seguida. Apesar de se tornar cristão, ele continuou a trabalhar com o conjunto da qual fazia parte, porém não tinha mais o mesmo entusiasmo e a animação de antes, pois sua vida anterior era controversa ao que estava aprendendo em sua religião.
Quando encerrou seu contrato com a banda, tendo o apoio de seu pastor, Luiz deixou o o conjunto Havaianos.
Ainda no ano de 1947, interessou-se pela música cristã e ingressou no Conservatório Carlos Gomes com o apoio de sua igreja. Seu primeiro trabalho musical foi gravado com a finalidade de dar recurso para a construção de um novo templo de sua congregação. Todas as unidades foram vendidas e a construção foi concluída.
A partir do momento em que o cantor passou a lançar vários trabalhos mesmo sem o apoio de igrejas e mídias seu nome foi se solidificando no meio cristão, se tornando um músico bastante conhecido. Em 1955 gravava o primeiro LP da música cristã no Brasil, o álbum "Musical Boas Novas". A partir daí o cantor lançou diversos discos, alguns com vendagem superior a 200 mil cópias, como "Meu Tributo-A Deus Toda a Glória", lançado em 1983 e ganhador do disco de ouro. Também apresentou em diversos países.
Uma das apresentações mais memoráveis do músico foi realizada em 1965 no Maracanã durante uma cruzada de Billy Graham, onde cantou para cerca de cento e vinte mil pessoas. No ano 2000 ele voltou a se apresentar no Maracanã novamente com recorde de público.
Na década de 70 Luiz fundou a gravadora Boas Novas, que mais tarde foi adquirida por seu filho Elias de Carvalho, tornando-se a Bompastor.
Em 2011 aos oitenta e seis anos, o cantor gravou seu mais recente trabalho solo, intitulado "Adoração". Por sua contribuição à música cristã foi homenageado no Troféu Promessas daquele ano. Em 2013 gravou em parceria com o cantor Edvaldo Holanda o CD e DVD "Grande Clássicos da Música Gospel", sendo portanto este seu mais recente trabalho. No dia 16 de maio de 2015, Luiz de Carvalho completou 90 anos de idade, na ocasião foi realizado um culto de louvor e ação de graças pela vida deste mensageiro da palavra de Deus, a celebração se deu na Igreja Batista Paulistana, por conta da data foi lançada uma biografia do evangelista intitulada Luiz de Carvalho - Vida e Ministério, de autoria do Pastor Eliel Faria, foi ainda lançado um CD intitulado "Louvor Saudade".

### Morte
Luiz de Carvalho faleceu na madrugada de 17 de novembro de 2015, em decorrência de um acidente vascular cerebral que ocorreu no dia 27 de outubro de 2015. Ficou 12 dias internado na UTI e após este tempo os médicos decidiram por bem não realizar mais nenhum procedimento invasivo pois isto só causaria mais dor e sofrimento.

## Vida pessoal
O cantor foi casado com Adelina, tendo quatro filhos com ela, Elias, Luiz Roberto, Marta e David. Entretanto por conta de um aneurisma cerebral ela veio a falecer em 1986. Sua morte teve grande impacto na vida pessoal de Luiz. Após três anos de sua morte o músico conheceu Ernestina, com quem se casou e teve uma filha, Priscila.

## Discografia

### Discos solo
- (1958) "Musical Boas Novas"
- (1960) "Canta"
- (1960) "Em Tudo Dai Graças"
- (1962) "Inspiração"
- (1964) "Sublime Promessa"
- (1964) "Pentecostes – Maravilhosos Hinos da Harpa Cristã"
- (1965) "Deus Cuidará de Ti"
- (1965) "Hinos Que Eu Pedi"
- (1965) "Cristo, a Única Esperança"
- (1966) "Gratidão"
- (1967) "Medite Comigo"
- (1969) "Obra Santa" (25º maior álbum da música cristã brasileira pelo Super Gospel)
- (1969) "O Violão Convertido" (solo com violão)
- (1970) "Senhor, Eu Preciso de Ti"
- (1971) "De Joelhos"
- (1972) "25 Anos Louvando a Jesus"
- (1972) "Jubileu de Prata"
- (1973) "Um Passeio pelo Cantor Cristão"
- (1974) "Uma Voz"
- (1974) "Toque o Clarim" (lançado também com o título: "Oração da Fé")
- (1975) "Perdão Senhor"
- (1976) "Águas Tranquilas" (lançado também com o título: "A Graça de Jesus")
- (1976) "Hinos Evangélicos Famosos"
- (1977) "Feliz Natal"
- (1978) "O Rei Está Voltando"
- (1978) "Orando Quero Estar"
- (1979) "Vem Ver"
- (1979) "Só O Senhor é Deus" (lançado também com o título: "Uma Voz Canta Para Jesus")
- (1980) "Glória a Deus"
- (1981) "Meus Hinos Queridos - Volume I"
- (1982) "Alvo Mais Que a Neve"
- (1982) "Hinos Imortais para a Nova Geração" (lançado também com o título: "Meus Hinos Queridos - Volume IV")
- (1983) "Meu Tributo - A Deus Toda a Glória"
- (1984) "Vamos Adorar a Deus"
- (1985) "Meus Hinos Queridos - Volume II"
- (1986) "O Encontro"
- (1988) "Jardim De Oração"
- (1990) "Livrará"
- (1992) "Meus Hinos Queridos  - Volume III"
- (1993) "Ensina-Me"
- (1996) "Com Todo Meu Coração"
- (1998) "Meus Hinos Queridos - Volume IV" (lançado também com o título: "Hinos Imortais para a Nova Geração")
- (1999) "Santo Espírito"
- (2001) "Dia Da Vitória"
- (2011) "Adoração"

### Coletâneas
- (2002) "Bendirei Teu Nome"
- (2009) "Em Fervente Oração"
- (2015) "Louvor Saudade"

### Parceria com outros cantores
- (1965) "Duas Gerações, Um Ideal" (em parceria com Marta De Carvalho)
- (1969) "Duas Vozes a Serviço do Rei" (em parceria com José Tostes)
- (1972) "Agora Sou Feliz" (em parceria com Quarteto Prelúdio)
- (1972) "Volume II" (em parceria com Quarteto Prelúdio)
- (1973) "Trem da Salvação" (em parceria com Edgar Martins)
- (1973) "Segura na Mão de Deus - Ontem e Hoje" (em parceria com Mara Dalila)
- (1975) "A Paz Que Eu Anelo" (em parceria com Conjunto Vaso De Bênçãos)
- (1976) "Um Povo Santo" (em parceria com Conjunto Vaso De Bênçãos)
- (1977) "Eu Creio Num Ser" (lançado também com o título "Uma Rosa Com Amor Para Mamãe") (em parceria com Betinho)
- (1980) "Juntos" (dueto com Denise Cardoso)
- (1983) "Juntos Volume 2" (dueto com Denise Cardoso)
- (1998) "Amigos" (Volume III em dueto com Denise Cardoso)
- (1998) "Cem Ovelhas" (Volume IV em dueto com Denise Cardoso)
- (2001) "Via Dolorosa" (Volume V em dueto com Denise Cardoso)
- (2013) "Grandes Clássicos da Música Gospel" (em parceria com Edivaldo Holanda)

### Participações especiais
- (1988) "Magnifico" - Daina Zarins
- (1998) "Pequeno Nome" Priscila De Carvalho
- (1998) "Forte Mão" - Newton Azevedo
- (2002) "Jesus é Vida" – Nelson Ned

## Videografia
- "Glória a Deus"
- (2013) "Grandes Clássicos da Música Gospel" em parceria com Edvaldo Holanda

## Livros
- Hinário - Luiz de Carvalho
- Luiz de Carvalho - Vida e Ministério